# State Opera South Australia
State Opera South Australia è una compagnia d'opera professionale ad Adelaide, nell'Australia Meridionale, fondata nel 1976. Ogni anno State Opera presenta almeno due importanti produzioni liriche oltre a produrre o supportare altre produzioni in altre località in tutta l'Australia Meridionale.

## Storia
State Opera South Australia è stata fondata nel 1976 come società statale ai sensi dello State Opera of South Australia Act 1976, un'iniziativa di Don Dunstan. Il Board creato da questa legge riferiva all'Arts SA (successivamente Arts South Australia) dal 1993 al 2018, quando iniziò a riferire direttamente al Department of the Premier and Cabinet (Dipartimento del Premier e Gabinetto).
Il suo obiettivo è "presentare, produrre, gestire e condurre spettacoli operistici che attirino un pubblico diversificato locale, nazionale e, potenzialmente, internazionale".
Il suo direttore artistico e  CEO dal 2011 al 2017 è stato Timothy Sexton. Il direttore artistico Stuart Maunder e il direttore esecutivo Yarmila Alfonzetti hanno iniziato all'inizio del 2018 e il loro primo programma annuale è stato annunciato nel settembre del 2018.

## Produzioni importanti
- Due cicli completi di Der Ring des Nibelungen di Wagner: la produzione del Théâtre du Châtelet (Parigi) nel 1998 e nel 2004 la produzione interamente australiana di Elke Neidhardt[9]
- 2010 coproduzione in anteprima mondiale di Moby Dick di Jake Heggie tra Dallas Opera, State Opera of South Australia, San Diego Opera, San Francisco Opera e Calgary Opera[10]
- Anteprime australiane di Nixon in Cina e El Niño di John Adams; Flight di Jonathan Dove e The Fiery Angel di Sergei Prokofiev
- Prima australiana dell'opera Le Grand Macabre di György Ligeti all'Adelaide Festival of Arts 2010[11]
- Anteprima mondiale dell'opera di George Palmer basata sul romanzo di Tim Winton Cloudstreet nel 2016
- Prima australiana della produzione di Barrie Kosky di Saul all'Adelaide Festival 2017 in associazione con il Glyndebourne Festival Opera e l'Adelaide Festival of Arts
- Prima australiana di Hamlet di Brett Dean all'Adelaide Festival 2018 in associazione con Glyndebourne Festival Opera e Adelaide Festival of Arts